# إيجل إيدي
إيجل إيدي هو مخرج وممثل النرويج وسويدي، ولد في 24 أغسطس 1868 في النرويج، وتوفي بنفس المكان في 13 ديسمبر 1946.

## وصلات خارجية
- إيجل إيدي على موقع IMDb (الإنجليزية)
- إيجل إيدي على موقع قاعدة بيانات الأفلام السويدية (السويدية)
- إيجل إيدي على موقع قاعدة بيانات الفيلم (الإنجليزية)
- إيجل إيدي على موقع كينوبويسك (الروسية)